# Kabinetní fotografie
Kabinetní fotografie (zkráceně označována fotografickým slangem jako tzv. kabinetka) je umělecky pojatá portrétní fotografie jednotlivých osob či celých skupin, která byla pořizována nejčastěji ve fotoateliéru s tím, že celý záběr byl umělecky aranžován a to často včetně umělého pozadí.
Vyvolaná fotografie byla obvykle černobílá (případně i dodatečně kolorovaná) a byla oříznuta na kabinetní (= malý) formát (typicky 10 x 12 centimetrů). Většinou byla signována daným fotoateliérem. To se provádělo běžně dodatečným nalepením vlastní fotografie na karton s logem fotoateliéru. Některé kabinetky byly vytvářeny i v exteriérech (kvůli architektonicky zajímavému pozadí). Od roku 1866 se objevila tzv. "anglická kabinetka", kdy fotografie byla orámována ozdobným okrajem ve tvaru oválné Kameje, kosočtverce, kruhu, elipsy apod.

Příklady kabinetních fotografií ze sbírek Vlastivědného muzea a galerie v České Lípě
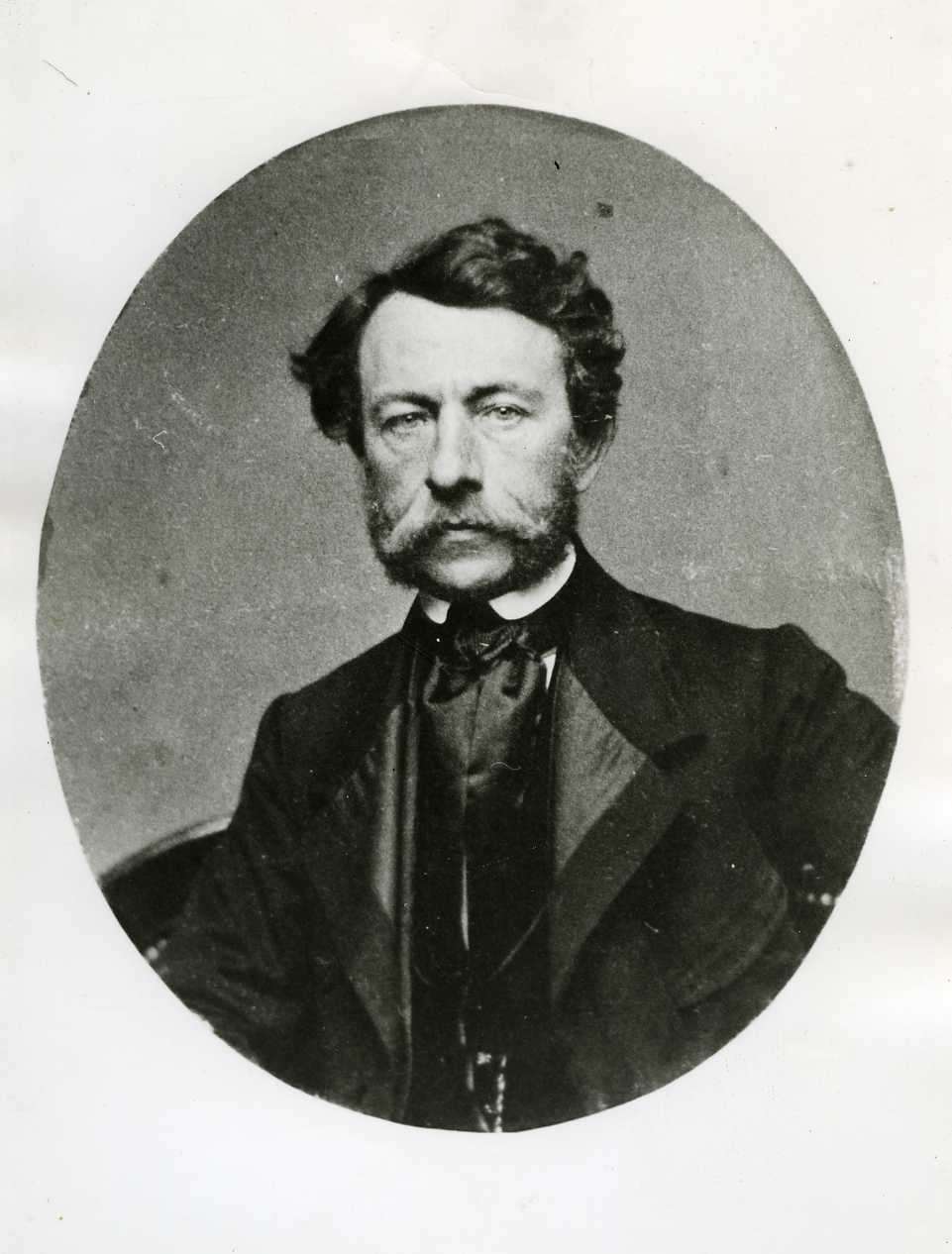
Oválná kabinetka českého malíře a fotografa Wilhelma Horna
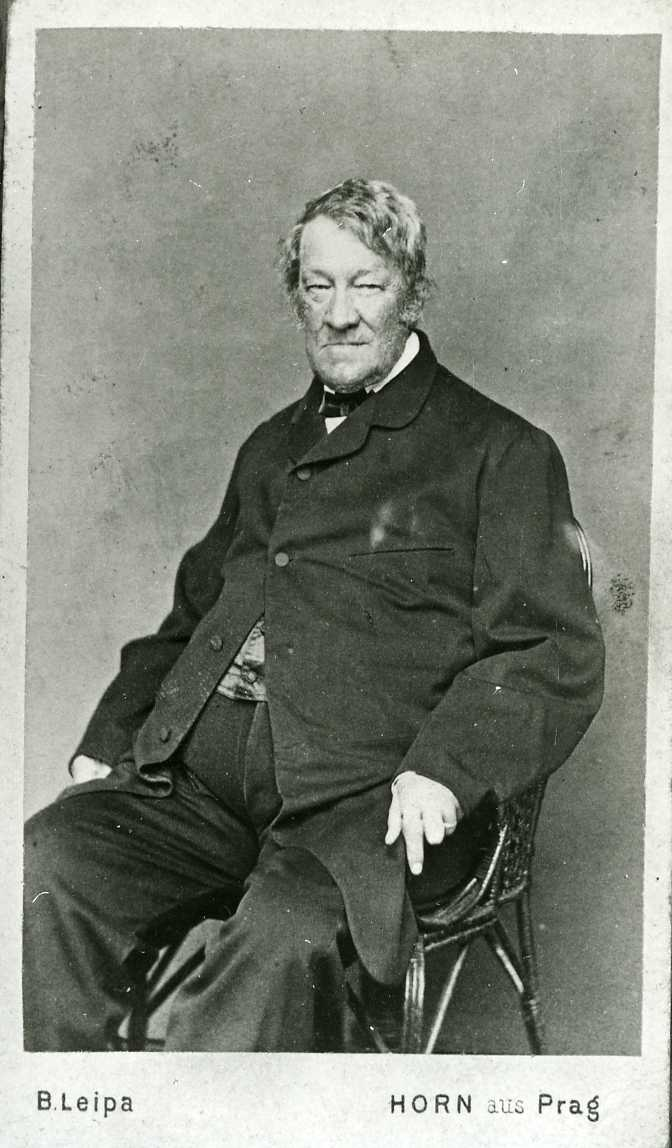
Obdélníková kabinetka českého malíře a fotografa Wilhelma Horna